# Cattleya colnagoi
Cattleya colnagoi là một loài thực vật có hoa trong họ Lan. Loài này được (Chiron & V.P.Castro) Van den Berg mô tả khoa học đầu tiên năm 2008.